# Європейські срібні вироби доби бароко

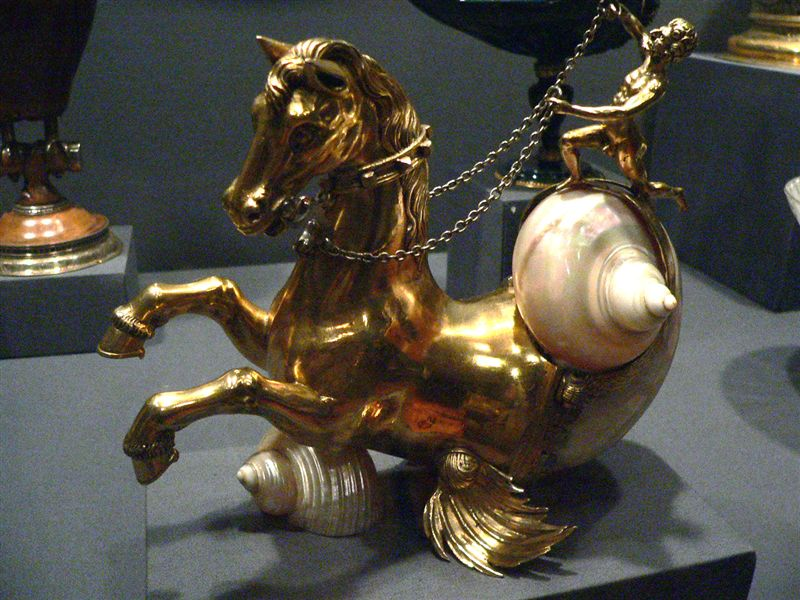
Келих з морським конем, майстерні Німеччини. Державний музей мистецтв Лос-Анжелеса, Каліфорнія

Європейські срібні вироби доби бароко — уславлена сторінка західноєвропейського ювелірства, що мала місце протягом 150–200 років і вплинула на розвиток ювелірної справи і скульптури малих форм взагалі.

## Історичні дані

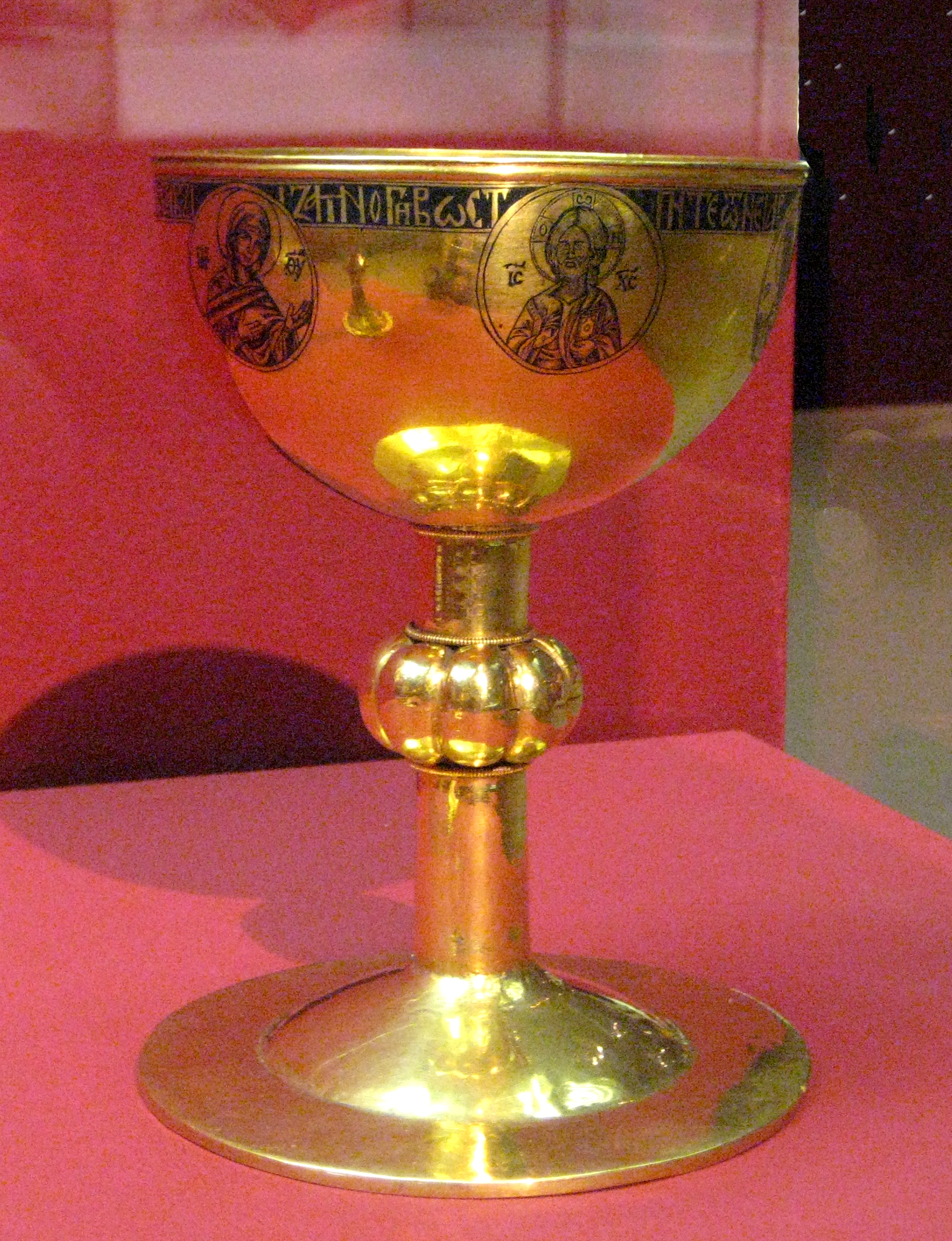
Потир для причастя 16 ст.

Засновником бароко в Італії вважають Мікеланджело Буонарроті (1475–1564). Саме він підсилив архітектуру велетенським ордером, широко використовував карнизи, подвоєння пілястр та колон, тісняву архітектурних елементів та надлюдський розмір. Скульптурні та архітектурні твори генія й досі справляють враження скорботи, напруги, нервовості, хоча зберігають чітку побудову, симетрію і потойбічну, майже неможливу красу. Бароковий стиль домінував у європейському мистецтві в XVII столітті. В деяких країнах він також захопив кінець XVI і середину XVIII століть (Італія, Польща, Австрія, Україна, Латинська Америка).
Характерною є пишнота, парадність, яскравість кольорів, контрастність, екстравагантність орнаменту, асиметрія конструкцій. В бароковій архітектурі панують сильні контрасти об'ємів, перебільшена пластика фасадів, ефекти світлотіні та кольору. Живопис і скульптура відзначаються декоративно-театральними композиціями, тонкою розробкою колориту і ефектів освітлення, ускладненою пластикою, парадністю. Всі ці властивості притаманні і виробам з срібла, золоченої міді і золота, особливо келихам.
Створення подібних келихів відомо з доби середньовіччя. Золотий або золочений потир для причастя вірян намагався мати кожний великий собор. Попри них розпочалося виробництво і келихів світського використання.

## Технологічні особливості і матеріали

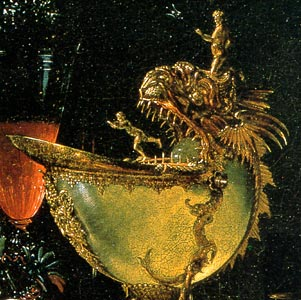
Худ. Віллем Калф. Келих Наутілус та китайська порцеляна, центр картини з келихом.

Вельможі-голландці, датчани, шведи, французи й італійці — шаленіли від краси цих келихів. Попри золота, якого не було багато, швидко почали використовувати золочені мідь і срібло чи коштовні камені, мінерали і екзотичні речі, перш за все коралі. Згодом додалися кокосові горіхи і яйця страусів — і через їх незвичність для європейців, і через магічні властивості, якими їх тоді наділяли. В добу Великих географічних відкриттів до екзотичних речей, що завозили в Західну Європу, додалися великі за розмірами мушлі з тропічних морів. Майстерні європейські ювеліри, що вже мали значний досвід в обробці деревини, рогів, слонової кістки, узялися обробляти і мушлі тропічних морів. Брудні і потьмянілі, мушлі набували нетутешньої краси в яскравому освітленні після технологічної обробки. Їх мили від бруду, декілька днів обробляли слабкими розчинами кислоти, а потім лужними розчинами для нейтралізації кислот, знімали верхній шар. Боки очищеної мушлі, що грала перламутром, або залишали недоторканими, або додатково обробляли різьбленням чи гравіюванням. Іноді робили дрібні кльопки, що утримували маленькі коштовні камінці. Мушлю кріпили на ніжку, зазвичай скульптурну. Сюжетна скульптура могла бути і на верхівці келиха, перетворюючи келих у справжній шедевр ювелірства. Келих на картині Віллема Калфа «Келих Наутілус та китайська порцеляна» прикрашають фігурка бога морів Нептуна та кит, що поглинає Іону.
Подібним келихом вже переставали користуватись і він переходив у статус унікуму, парадного посуду, окраси пишного бенкету, часто був дипломатичним подарунком особі-володарю іншої держави.

## Келихи з мушлями наутілус, картини Пітера Класа

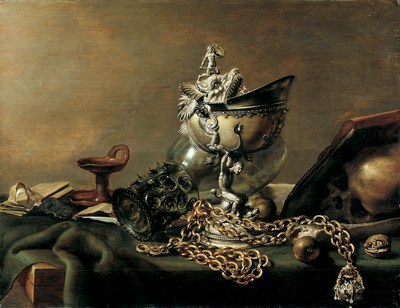
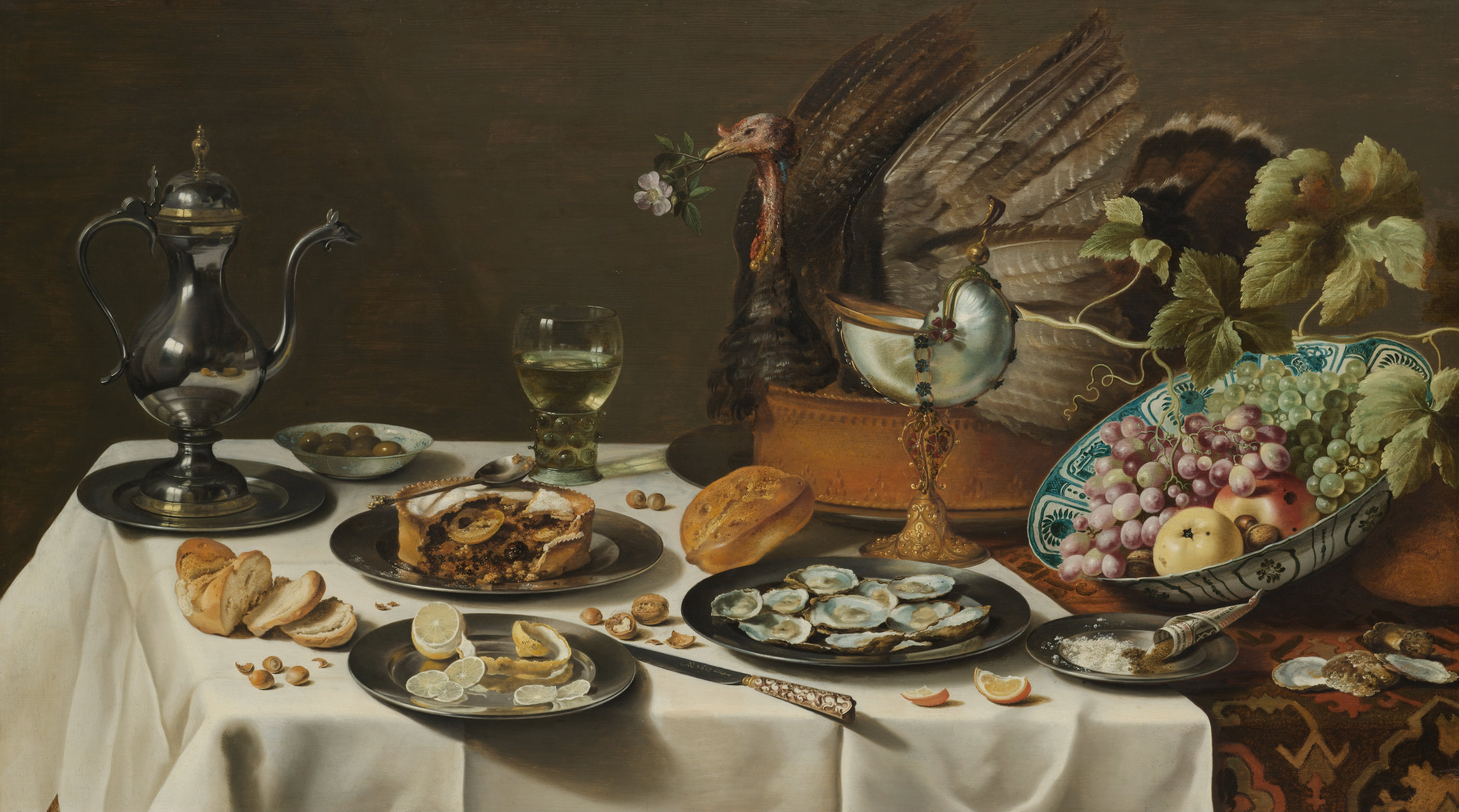
Пітер Клас. «Натюрморт із пирогом з індичкою», 1627. Державний музей, Амстердам
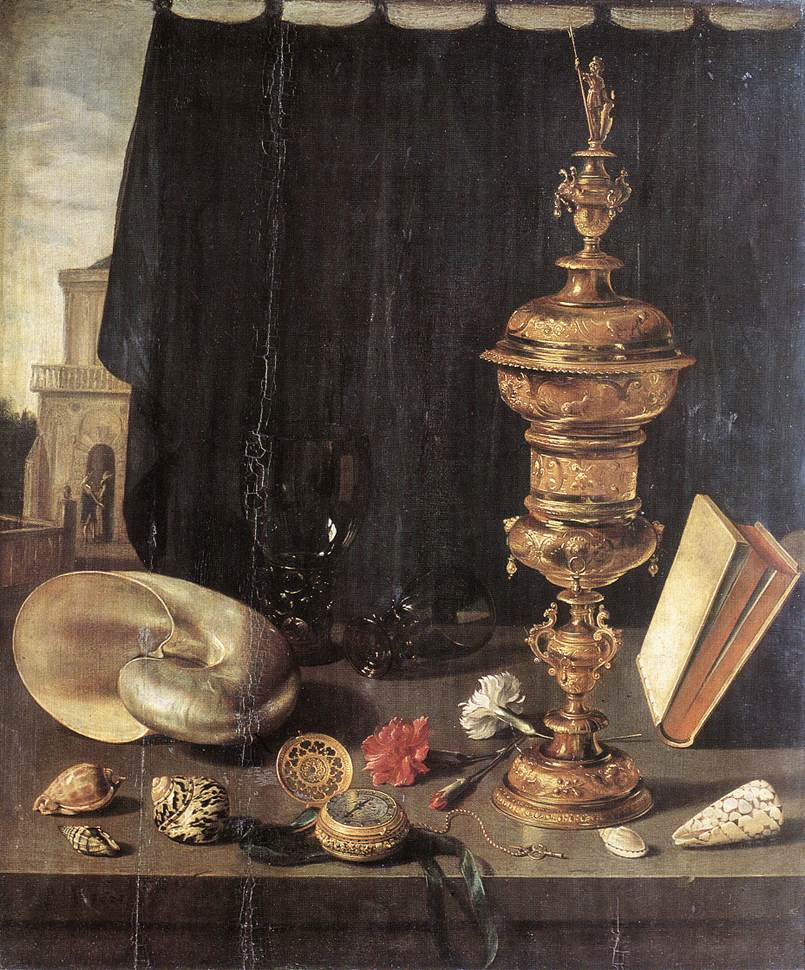

## Німецькі центри виробництва

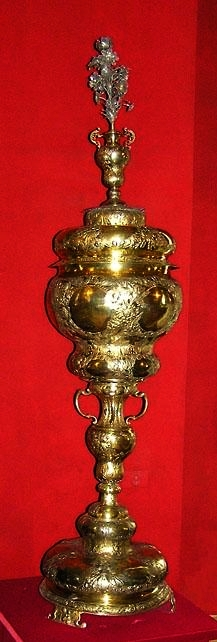
Подвійний келих. Оружейна палата, Москва.

Особливо виділялися ювелірні майстерні XVII століття різних міст Німеччини — Гамбург, Нюрнберг, Аугсбург. Майстерні Гамбурга виготовляли золочені і срібні келихи, тарелі, вази, глеки, підсвічники, розноси, чарки, курильниці — ароматниці. В одному тільки Гамбурзі близько 1600 року працювало сорок вісім майстрів по створенню срібних виробів.
Значний вплив на декор срібних виробів мали малюнки і гравюри німецьких художників, традиційно сильних і майстерних в цьому жанрі мистецтва. Показовими були вже малюнки-проекти декору для келихів і парадної зброї, зроблені Гансом Гольбейном молодшим. Не полишав гравюру до 1622 року і ювелір Пауль Фліндт молодший (? — бл. 1631), що працював в місті Нюрнберг. Відомі його гравюри орнаментального характеру ще за часів підмайстра 1593–1594 років. З 1601 року він став майстром і уславився як відомий чеканщик. Саме він — автор чеканих малюнків келиха-шедевра нюрнберзького цеха ювелірів. Він же автор чеканих картин з військовим табором, військовою зброєю на овальному срібному блюді довжиною 57 см із Оружейної палати в Москві, датованого 1606 роком.
Уславилися срібними келихами — вітрильниками і нюрнберзькі майстри Тобіас Вольф (? — 1623) та Есайя Цурлінден (? — 1632). Зазвичай це вітрильники з одною щоглою і мініатюрними фігурками команди. Морську тематику келиха підтримували ніжки з графічним зображенням морських хвиль і дельфінів. Найвдаліші зразки-келихи повторювалися (келихи-вітрильники в Збройній палаті, Москва, та в збірці замку Вавель, Краков). Відомі і їх копії майстра Т. Вольфа. Срібна чарка мала висоту 9–10–18 сантиметрів, келих вітрильник вже мав 35 см. Найвищими були келихи-наутілуси з мушлею великого розміру, висота яких сягала позначки 49–53 см.
Настільні окраси у вигляді кінних монументів виготовляв невідомий майстер, знаний монограмою у вигляді «вітряк». Кінь стоїть лише на задніх ногах, вершником міг бути або вояк, або крилатий Амур зі стрілами. База келиха прикрашалася рослинними візерунками та клеймами з сільськими пейзажами. Срібна фігура коня була вибірково визолочена — це попона, грива і хвіст коня тощо.
Фігурні кубки у вигляді тварин виготовляв Єремія Ріттер (? — 1646). Колекція срібних келихів в музеї Ермітаж має келих з золоченого срібла у вигляді бика його роботи. Серед кубків незвичних форм — келих з золоченого срібла у вигляді теслярського інструмента — рубанка. Виріб датують початком XVII століття.
Навіть серед гамбурзьких виробів виділялися гамбурзькі срібні ароматниці. Рідкісними зразками гамбурзького ювелірства були срібні ароматниці у вигляді гори з замком на верхівці. Внизу робили ємність, де розміщали ароматні свічки й пахучі речовині, які запалювали. Дими виходили через труби замку на верхівці срібної гори. Вага такої ароматниці сягала двадцяти (20) кг — майстер Діріх Утермарк.
Серед нюрнберзьких ювелірів доби бароко також -
- Тобіас Волф (? — 1623)
- Генріх Мак (? — 1626)
- Томас Даннер (? — 1632)
- Леонард Форхамер (? — 1632)
- Рейнгольт Мюль (1581–1634)
- Генріх Штрауб(? — 1636)
- Фрідріх Хірш-Фогель (? — 1640)
- Пітер Вібер (? — 1641)
- Ієремія Ріттер(? — 1646)
- Міхель Мюллер (? — 1650)
- Георг Банг (? — 1654)
- Ганс Васмундус (? — 1660)
- Якоб Каєр(? — 1669)
- Ганс Клаус (? — 1671)
- Симон Ланг (? — 1671)
- Ганс Фрюйнсфельд (? — 1674)
- Александр Райхерт (? — 1688)
- Ганс Келлнер
- Андреас Бергман (? — 1688) та низка майстрів, відомих лише за їх монограмами.

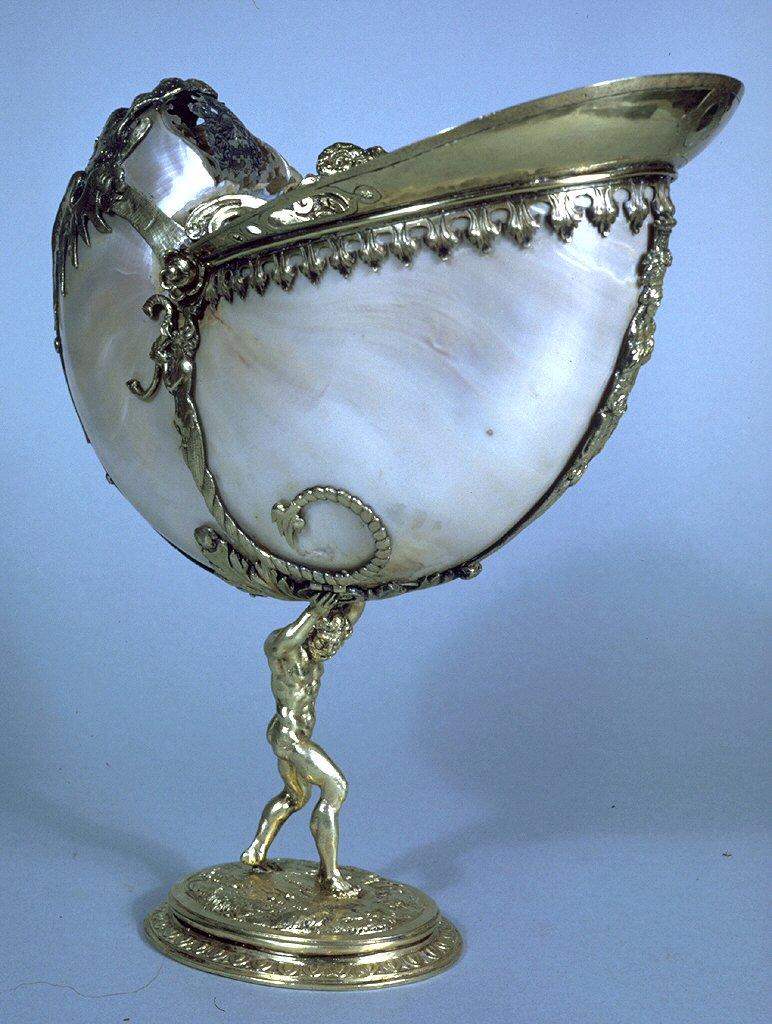
Келих з наутилусом, Невідомий з Нідерландів XVI ст., Волтерс арт музей, Балтимор.
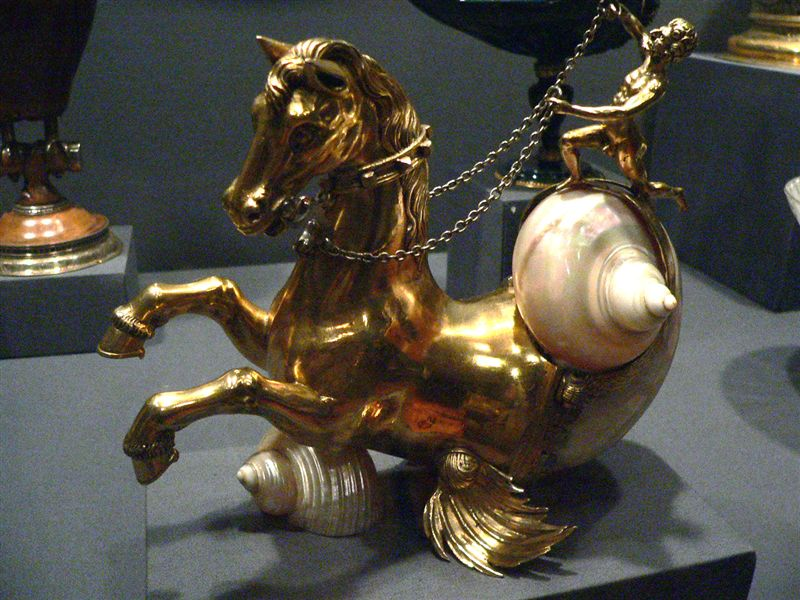
Келих з морським конем, майстерні Німеччини. Державний музей мистецтв Лос-Анджелеса, Каліфорнія
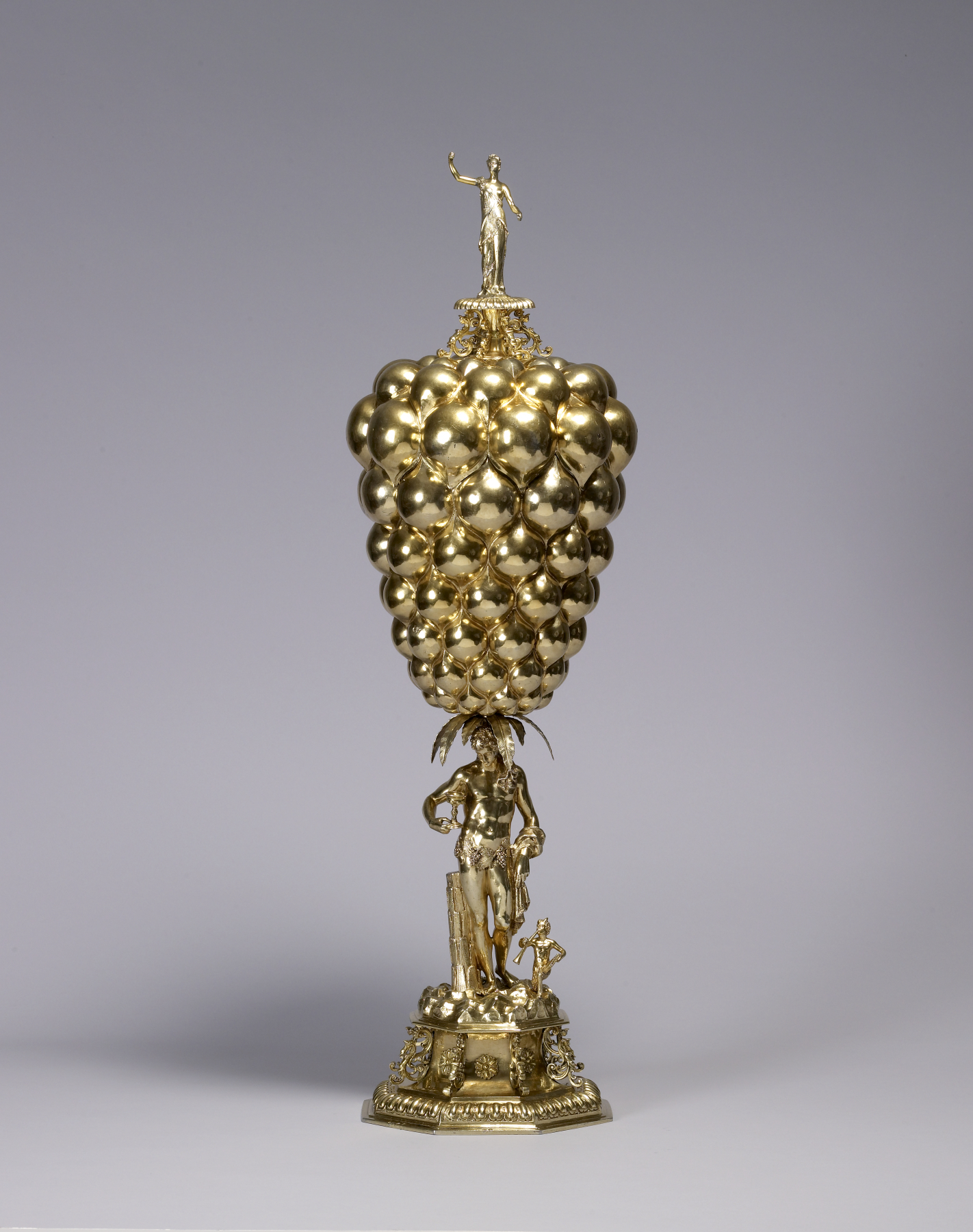
Ганс Келлнер, Нюрнберг, бл. 1600 р. Келих «Виноградне гроно і Вакх», Волтерс арт музей, Балтимор.

## Срібні вироби Британії

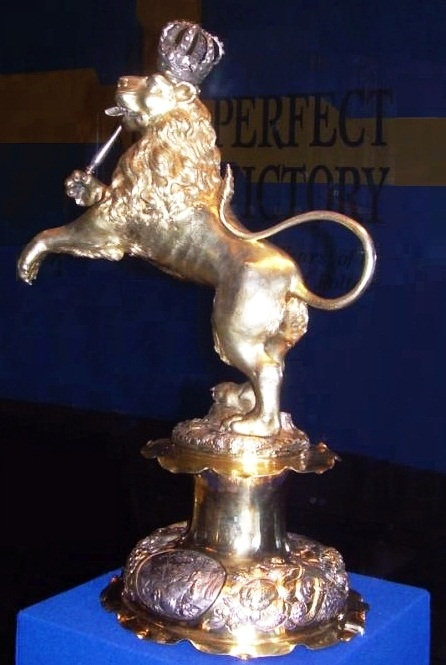
Готландський лев. 1666 рік.

Коротка доба англійського бароко мало відбилася на місцевій архітектурі і смаках переважної більшості англійських аристократів, головних споживачів творів мистецтва в країні. Але своєрідними винятками були колекції картин іноземних художників з розвинених центрів бароко на континенті і британські срібні вироби.
Саме в Англії був створений найбільший за розмірами холодильник (лохань) для охолодження вина з срібла. Замовником велетенського виробу у один метр заввишки і завдовжки 166 см став банкір Генрі Джернінгам. Малюнок майбутньої лохані для льоду зробив Георг Вертю. Скульптор Рейсбрайк виробив з воску моделі сатира та вакханки з гронами винограду, бічних барельєфів і чотирьох фігур пантер, що утримували саму лохань. Унікальний виріб з срібла виливав скульптор Чарльз Кендлер. Готовий на 1735 рік холодильник вражав розмірами, мистецькою вартістю деталей і кількістю використаного срібла. Його ніхто не наважувався придбати через завелику ціну. Якимось чином лохань для охолодження вина була перевезена до Російської імперії, де з 1741 року стала надбанням російського імператорського двору.
Лохані-холодильники меншого розміру виготовляли також британські майстри Поль Ламері, Льюіс Модтеєр, Філіп Рольс, а ювелірні вироби — Нікола Спримонт, Поль Креспін, Огюст Курто, Якоб Маргас.
Великі срібні лохані для охолодження вина робив і майстер-ювелір з міста Амстердам — Пелгром Петхолт (1705–1751).

## Срібні вироби французьких майстрів XVIII ст
Провідні позиції в створенні срібних виробів в XVIII столітті перейшли до майстрів Франції. Ранні твори збереглися в незначній кількості через скрутні часи XVII століття, коли більшість срібних виробів в країні була переплавлена на срібні монети. Стабілізація фінансового стану на початку XVIII століття і шалений потяг до насолод і розкошів в добу регентства — сприяли відновленню ювелірних виробів, в тому числі і з срібла. Його часто комбінували з іншими матеріалами — перламутром і перлами, бронзою, коштовним камінням і з порцеляною, секрети створення якої були віднайдені саме в Європі на початку XVIII ст. Мало поширення створення ювелірних виробів в техніці філігрань. З срібла виготовляли табакерки, канделябри і свічники, чорнильниці, парадні сервізи, навіть іграшки для дітей вельмож та королівських родин. Виділялись твори майстра Клода Баллена з Парижу, автора настільних прикрас з срібла (пладеменаж).
Бароко в мистецтві Франції співіснує з добою рококо і обидва стилі поступово заміняє класицизм.

## Музейні збірки
В XX столітті — келихи стануть надбанням державних скарбниць і великих музеїв в містах Флоренція (Музей срібла), Нью-Йорк (Музей мистецтва Метрополітен), Санкт-Петербург, Париж, Амстердам, Лос-Анжелес, Москва, Делфт, Дрезден, Гамбург, Аугсбург, Нюрнберг тощо.